# Episodi de I Robinson (settima stagione)
La settima stagione della serie televisiva I Robinson è stata trasmessa in prima visione negli Stati Uniti sul canale NBC dal 20 settembre 1990 al 2 maggio 1991. Il numero degli episodi è incerto in quanto Internet Movie Database indica 25 episodi, mentre le altre fonti ne indicano 26.
| nº  | Titolo originale                                          | Titolo italiano          | Prima TV USA      | Prima TV Italia |
| --- | --------------------------------------------------------- | ------------------------ | ----------------- | --------------- |
| 1   | Same Time Next Year                                       | Tutti fuori              | 20 settembre 1990 |                 |
| 2   | Bird in the Hand                                          | Notte in Tunisia         | 27 settembre 1990 |                 |
| 3   | The Last Barbecue                                         | Strip barbecue           | 4 ottobre 1990    |                 |
| 4   | Period of Adjustment                                      | Gli affari di cioccolato | 11 ottobre 1990   |                 |
| 5   | It's All in the Game                                      | Padri e figli            | 18 ottobre 1990   |                 |
| 6   | Getting the Story                                         | Girando, girando         | 25 ottobre 1990   |                 |
| 7-8 | Just Thinking About It                                    | Sesso confesso           | 1º novembre 1990  |                 |
| 9   | The Infantry Has Landed (and They've Fallen Off the Roof) | L'ultima donna           | 8 novembre 1990   |                 |
| 10  | You Can Go Home Again                                     | Lo squalo infuriato      | 15 novembre 1990  |                 |
| 11  | It's a Boy                                                | Canestro maldestro       | 29 novembre 1990  |                 |
| 12  | Clair's Liberation                                        | Il tempo delle mele      | 6 dicembre 1990   |                 |
| 13  | It's Your Move                                            | Traslocando, traslocando | 13 dicembre 1990  |                 |
| 14  | Theo's Final Final                                        | Sotto esame              | 3 gennaio 1991    |                 |
| 15  | Attack of the Killer B's                                  | Mai arrendersi           | 10 gennaio 1991   |                 |
| 16  | Total Control                                             | Controllo totale         | 31 gennaio 1991   |                 |
| 17  | Adventures in Babysitting                                 | Il trofeo                | 7 febbraio 1991   |                 |
| 18  | 27 and Still Cooking                                      | Cuoco per sempre         | 14 febbraio 1991  |                 |
| 19  | The Return of the Clairettes                              | Serata a quattro         | 21 febbraio 1991  |                 |
| 20  | No More Mr. Nice Guy                                      | Una cena per due         | 28 febbraio 1991  |                 |
| 21  | Home Remedies                                             | Brodo di lucertole       | 7 marzo 1991      |                 |
| 22  | Nightmare on Stigwood Avenue                              | Rudy contro Olivia       | 21 marzo 1991     |                 |
| 23  | There's Still No Joy in Mudville                          | Alla regina!             | 4 aprile 1991     |                 |
| 24  | Cliff and Jake                                            | Nemici per la pelle      | 11 aprile 1991    |                 |
| 25  | Theo and the Kids: Part 1                                 | Scuola di vita: Parte 1  | 25 aprile 1991    |                 |
| 26  | Theo and the Kids: Part 2                                 | Scuola di vita: Parte 2  | 2 maggio 1991     |                 |

## Tutti fuori
- Titolo originale: Same Time Next Year
- Diretto da: Jay Sandrich
- Scritto da: Erich Van Lowe

### Trama
È di nuovo il primo giorno di scuola, e in casa c'è un certo fermento, Rudy deve andare alla scuola media, ma è nervosa. Vanessa sta partendo per l'università della Pennsylvania ed è agitata e triste perché voleva salutare Theo che sta per rientrare dall'Europa, ma è in ritardo. Al contrario, Cliff non è triste, anzi, non vede l'ora che un'altra figlia esca di casa e per festeggiare chiede alla moglie di lavorare a casa per stare un po' soli. Anche Denise comincia l'università, mentre Olivia ha il suo primo giorno di asilo e non vede l'ora di uscire. Rudy, però, non vuole andare a scuola e trova la scusa delle tonsille infiammate, ma quando spiega a Cliff che teme di essere l'unica a cui non si è sviluppato il seno, lui la rassicura raccontandole che lui aveva un problema simile con i baffi e che ha risolto il problema diventando più simpatico di chi li aveva, e che prima o poi anche lei si svilupperà. Mentre Rudy sta per uscire arriva la sua amica con un vistoso sviluppo sul petto e lei rinuncia ad andare a scuola, ma poco un'altra amica arriva in suo soccorso e le porta una crema per far crescere il seno; Rudy chiede ai genitori di poter andare a scuola solo dopo 48 ore (l'effetto della crema) e messa alle strette rivela ai genitori della crema. Loro le dicono che quelle cose non funzionano e lei si offende, ma Clair per consolarla le racconta che non è la sola ad avere queste preoccupazioni e di tutti gli espedienti di Vanessa e Denise per sembrare più grandi, convincendola ad andare a scuola. Alla fine Cliff e Clair si ritrovano soli e festeggiano per essersi ripresi la casa, ma nel frattempo arriva Theo dal viaggio in Europa che interrompe l'idillio. Racconta di aver visto tutta l'Europa in 17 giorni e per lo più dal pullman, e non si ricorda neanche cosa ha visto. Alla fine regala ai genitori 2 orologi originali ma senza cassa, perché chi glieli ha venduti lo ha convinto che per poter passare la dogana gli avrebbe spedito le casse successivamente. Rudy torna a casa e il problema è come se non fosse mai esistito perché non è l'unica a non avere ancora il seno e il problema è risolto.

## Notte in Tunisia
- Titolo originale: Bird in the Hand
- Diretto da: Jay Sandrich
- Scritto da: Steve Kline e Bryan Winter

### Trama
Denise ha studiato tutta la notte per finire la tesina di scienze politiche e i genitori sono contenti. Intanto un amico dice a Cliff che sarà messo all'asta un vecchio disco di Jazz di Charlie Parker intitolato "Notte in Tunisia", ma entrambi vorrebbero aggiudicarselo. Intanto Denise ha quasi finito la tesina e per una distrazione crede di averla cancellata dal computer, ma l'arrivo di Theo risolve il problema. Quando Cliff porta Olivia all'asilo, scopre che quel giorno è il turno di Denise nel ruolo della mamma assistente ed è costretto a fermarsi all'asilo, ma vuole andare all'asta, così telefona alla casa d'asta e si prenota per partecipare telefonicamente dall'asilo.
Durante l'asta Cliff gioca al rialzo fino a quando l'amico e altri partecipanti rinunciano al disco, ma arriva qualcuno che è più tenace di lui, Clair, e quando la cifra si fa esorbitante Cliff rinuncia. A casa, Cliff racconta tutto a Clair e ironizza sul tonto che ha pagato quel disco ad un prezzo esagerato al posto suo, ma quando Clair mette su il disco, Cliff si ricrede.

## Strip barbecue
- Titolo originale: The Last Barbecue
- Diretto da: Ellen Falcon
- Scritto da: Bernie Kukoff e Janet Leahy

### Trama
La famiglia Robinson è riunita e Cliff sta preparando il barbecue, e per l'occasione ha preparato la sua salsa segreta. Denise e Martin parlano del loro matrimonio, e del fatto che è già passato un anno e Theo scopre che Martin non ha avuto una vera e propria festa di addio al celibato, e così decide di organizzarne una. Tra i vari preparativi, Theo contatta una spogliarellista, ma Denise non approva e nasce una discussione, così Sandra si rende conto che anche Alvin è un maschilista. Mentre Cliff è intento a cucinare, le donne si coalizzano contro gli uomini e la discussione continua a tavola, diventando sempre più aspra. Intanto arrivano i genitori di Cliff che sembrano placare le discussioni, ma poi anche loro discutono in cucina e tutti si stupiscono del litigio tra Anna e Russell, ma quando tutte le donne si propongono come spogliarelliste per la festa, tutti si riappacificano e Cliff pensa che sia tutto merito della sua salsa.

## Gli affari di cioccolato
- Titolo originale: Period of Adjustment
- Diretto da: Ellen Falcon
- Scritto da: Lore Kimbrough e Gordon Gartrelle

### Trama
I Robinson ospitano in casa la cugina Pam di 17 anni perché ha la nonna in ospedale e la madre è andata in California per assisterla. Rudy è scontenta perché hanno dato a Pam la camera che era di Vanessa e che voleva avere lei. Il ragazzo di Pam, Shanghai, la invita ad una festa nel Bronx, ma quando Shanghai va a prenderla credendo di poter usare l'auto di Cliff i due discutono e Pam resta a casa. Pam prova a chiedere l'auto a Cliff, ma lui non le dà il permesso e le ricorda il coprifuoco e quando lei chiede un'eccezione non la ottiene. Più tardi arrivano gli amici a salutarla mentre vanno alla festa, i quali ironizzano sulla ricchezza dei Robinson e la convincono ad andare alla festa di nascosto, ma mentre stanno per uscire rientrano Cliff e Clair che la bloccano e le fanno la ramanzina sulle regole, ma alla fine Cliff invita i ragazzi a fermarsi per uno spuntino. Pam soddisfatta dell'accoglienza dei Robinson, offre a Cliff i suoi dolcetti al cioccolato.

## Padri e figli
- Titolo originale: It's All in the Game
- Diretto da: Neema Barnette
- Scritto da: Janet Leahy e Bryan Winter

### Trama
Olivia mette i pastelli a cera nella lavatrice perché vuole lavarli. Cliff e Clair rientrano da un week end nel Vermont e trovano Theo intento in uno dei suoi soliti rifornimenti da portare nel suo appartamento. Ad un tratto la lavatrice inizia a fare uno forte rumore e tutti corrono a vedere e trovano il bucato di Theo tutto macchiato di pastelli a cera e Olivia si giustifica dicendo che al negozio hanno detto che sono colori lavabili. Intanto torna anche Vanessa per riconsegnare l'auto presa in prestito da Cliff, ma è incidentata. Così dall'incidente di Vanessa, la famiglia si trova riunita a chiacchierare dei difetti di ognuno rievocando tutte le incomprensioni tra genitori e figli e alla fine i figli rinfacciano a Cliff tutte le storie inventate che lui gli raccontava quando erano piccoli.alla fine Denise scopre il pasticcio di Olivia e la sgrida.

## Girando, girando
- Titolo originale: Getting the Story
- Scritto da: Mark St. Germain (storia), Janet Leahy (sceneggiatura) e Lore Kimbrough (sceneggiatura)
- Diretto da: Ellen Falcon

### Trama
Rudy e Kenny devono girare un video per una ricerca scolastica per cui c'è in palio una coppa per il miglior video della classe. I due decidono di filmare Clair al lavoro, sperando di assistere ad un processo o di investigare su un caso, ma nello studio di Clair restano delusi perché trovano casi non interessanti perché privi di azione. Tornati a casa, scoprono di avere un'altra opportunità con il lavoro di Cliff, che proprio in quel momento sta andando in ospedale per far nascere un bambino. I ragazzi si illudono di poter filmare l'evento, ma Cliff gli concede solo la sala d'aspetto e la facciata esterna e ogni loro tentativo di intrusione viene bloccato. Quando incontrano il marito della paziente, hanno un'idea, gli danno la videocamera chiedendogli di filmare il parto con la scusa di volerlo regalare Cliff, ma quando alla fine Cliff scopre tutto, li rimprovera. Successivamente l'uomo arriva a casa per portare la cassetta e chiacchiera con i ragazzi del lavoro di Cliff dicendo che "porta la speranza del mondo", così Rudy ha un'idea, i ragazzi fa la parte di una reporter che intervista l'uomo sulla sua esperienza in ospedale, facendo così un ottimo video, con cui vincono la coppa.

## Sesso confesso
- Titolo originale: Just Thinking About It
- Diretto da: Jay Sandrich
- Scritto da: Bernie Kukoff e Ehrich Van Lowe

### Trama
Shanghai litiga con gli amici perché parlano male di Pam che ora vive con dei ricchi. Quando i due si incontrano Shanghai chiede a Pam di approfondire la loro relazione con un rapporto sessuale e le racconta che altri amici lo fanno, ma quando lei parla con l'amica scopre che non è vero e che girano voci false, così le due affrontano il ragazzo perché le rovina la reputazione. Pam chiede a Cliff la prescrizione della pillola lasciandolo imbarazzatissimo. Cliff è imbarazzato per la richiesta della cugina Pam, ma le dice di chiedere l'autorizzazione della madre e le consiglia una dottoressa di sua conoscenza. Pam e le sue amiche si coalizzano contro i ragazzi e Pam chiede a Shanghai di aspettare e per questo litigano in continuazione. Alla fine i due fanno pace.

## L'ultima donna
- Titolo originale: The Infantry Has Landed (and They've Fallen Off the Roof)
- Diretto da: John Bowab
- Scritto da: Lore Kimbrough, Gordon Gartrelle e Janet Leahy

### Trama
Theo si diverte a fare test di psicologia ai familiari, intanto Clair viene avvisata dalla scuola che Rudy ha avuto il primo ciclo. Tornata a casa, Rudy è sfuggente anche con Clair e preferisce parlare con le amiche, le quali le raccontano delle vecchie credenze popolari sul ciclo. Theo ha elaborato il profilo psicologico di Cliff, e lo classifica affetto da un disturbo chiamato "fobica fantasia del fuggitivo", a causa del comportamento di Cliff, infatti egli si rifiuta sempre di rispondere alle domande che gli fanno gli altri, rispondendo a sua volta con domande mirate ad esaurire chi cerca di conoscerlo. La sera Clair e Rudy trascorrono la serata insieme e chiacchierano del ciclo di Rudy.

## Lo squalo infuriato
- Titolo originale: You Can Go Home Again
- Diretto da: Oz Scott
- Scritto da: Bernie Kukoff, Steve Kline e Lore Kimbrough

### Trama
Martin e Denise sono felici per il week end soli a casa. Il resto della famiglia torna discutendo perché per colpa di Cliff sono rimasti senza benzina. Dopo le continue invasioni della privacy da parte dei familiari, Denise e Martin decidono di cercare un appartamento tutto per loro e Rudy comincia già a sognare di avere la loro stanza, ma... per poco, infatti Denise porta Martin a vedere un mini locale che a lui non piace, litigano e sono costretti a rimanere in casa Robinson. Rudy è infuriata perché non avrà più la stanza di Denise e Cliff la chiama "lo squalo infuriato".

## Canestro maldestro
- Titolo originale: It's a Boy
- Diretto da: Chuck Vinson
- Scritto da: Bernie Kukoff e Ehrich Van Lowe

### Trama
Pam conosce Aron a scuola. Intanto due amici di famiglia stanno per avere un figlio e quando l'amico sa che sarà un maschio è felice, ma poi ci ripensa e torna da Cliff per confessargli che non si sente all'altezza di crescere un figlio maschio e gli chiede di insegnargli a giocare con lui. Cliff cerca di spiegargli che con un bambino piccolo non dovrà essere un campione di basket, ma dopo l'incontro con Theo e Olivia l'uomo acquista più fiducia in sé stesso. Intanto Pam e Aaron sono diventati amici. 

## Il tempo delle mele
- Titolo originale: Clair's Liberation
- Diretto da: John Bowab
- Scritto da: Bernie Kukoff e Ehrich Van Lowe

### Trama
Clair rientra a casa e trova i figli in cucina che preparano la cena e comunica loro che sta per andare in menopausa. I figli sono preoccupati che possa soffrirne e la trattano in modo particolare. Le premure dei figli offendono Clair, che si sente trattata da stupida e quando ne parla a Cliff, lui decide di fare uno scherzo ai figli. Sono a tavola e Clair recita la parte della svampita (proprio come i figli temevano che diventasse) e tutti l'assecondano, finché lo scherzo non viene rivelato.

## Traslocando, traslocando
- Titolo originale: It's Your Move
- Diretto da: Jay Sandrich
- Scritto da: Steve Kline e Bryan Winter

### Trama
Alvin si organizza per vedere la partita di campionato con Cliff e gli altri, ma Sandra promette agli amici Nancy e Walter di aiutarli a fare il trasloco proprio per quel giorno. Durante il trasloco scopre di essere l'unico fra gli amici ad essersi presentati e vorrebbe andare via, ma Sandra lo obbliga, così per finire in tempo per la partita, si fa aiutare da Theo e Martin. Cliff rifiuta. I 3 cercano di lavorare in gran fretta, ma è inutile e all'ora della partita Theo va allo stadio, mentre Alvin e Martin provano prima ad arrangiarsi con un vecchio televisore, ma va via la corrente e vanno a casa di Cliff, ma le donne vanno a riprenderli, così Cliff gli registra la partita e la sera tornano a casa per guardarla, ma la guarderanno solo dopo lo scherzo di Olivia alla quale Cliff aveva chiesto di dire un punteggio falso ai tre.

## Sotto esame
- Titolo originale: Theo's Final Final
- Diretto da: Neema Barnette
- Scritto da: Elaine Arata

### Trama
Theo sta preparando l'esame finale della laurea in psicologia e studia molto perché vorrebbe essere inserito nella lista d'onore. Al caffè conosce una ragazza, Cheryl e se ne invaghisce a tal punto che è disposto ad accantonare gli studi per lei, credendo che lei parta per sempre. Così va alla festa per i laureandi dove incontra Cheryl. Ballano insieme e lei si accorge che lui è teso per l'esame e gli parla del corso a cui si è iscritta, quindi tornerà, così Theo ritorna sui libri e studia tutta la notte.

## Mai arrendersi
- Titolo originale: Attack of the Killer B's
- Diretto da: Art Dielhenn
- Scritto da: Elaine Arata e Lore Kimbrough

### Trama
Pam prende brutti voti e Theo le consiglia un metodo per studiare. I voti migliorano e gli amici la convincono che lei è in grado di andare all'università e che per i problemi economici c'è la borsa di studio. Così comincia ad avere più fiducia nel proprio futuro e decide che studierà e lavorerà per pagarsi gli studi.

## Controllo totale
- Titolo originale: Total Control
- Diretto da: Jay Sandrich
- Scritto da: Bernie Kukoff e Ehrich Van Lowe

### Trama
Una coppia è da Cliff, è quasi ora del parto. Loro rassicurano il dottore di avere tutto sotto controllo grazie ad un libro, ma quando arriva il momento, i due sono più imbranati del previsto e quando finalmente riescono ad arrivare all'ospedale Cliff li aiuta. Nata la bimba i due progettano già come crescerla seguendo un libro.

## Il trofeo
- Titolo originale: Adventures in Babysitting
- Diretto da: Oz Scott
- Scritto da: Steve Kline

### Trama
Cliff deve partecipare ad un torneo di pinnacolo di beneficenza facendo coppia con un amico. I due si preparano i segnali per comunicarsi le carte durante la partita e, intanto le mogli, che giocheranno in coppia al torneo, sono in soggiorno che ridono del modo di giocare dei mariti e del fatto che loro conoscono tutti i segnali involontari dei mariti. Intanto Rudy si propone come baby-sitter remunerata di Olivia per la sera del torneo, ma rimaste sole, Olivia non vuole darle ascolto, così si ferma a guardare un film dell'orrore sui vampiri con Rudy. Dopo il film Olivia ha paura di andare a dormire e piange facendo perdere il controllo della situazione a Rudy, ma a causa dei rumori del vento comincia ad avere paura anche lei. Sono terrorizzate e insieme sprangano la porta. Intanto, al torneo, la coppia di Cliff arriva in finale, solo che l'altra coppia finalista è quella delle loro mogli che hanno appena battuto il campione in carica da 3 anni. I due sono convinti di essere i più forti e usano i segnali, ma le mogli che li conoscono, usano dei segnali indecifrabili. Le due vincono il trofeo e i mariti vincono la piccolissima coppa del secondo posto. Tornati a casa trovano la porta bloccata, la luce accesa, e la casa è a soqquadro, ma quando vedono la videocassetta del film capiscono tutto e trovano Rudy e Olivia addormentate sul lettone circondate da tutti i rimedi antivampiro.

## Cuoco per sempre
- Titolo originale: 27 and Still Cooking
- Diretto da: Neema Barnette
- Scritto da: Janet Leahy e Gordon Gartrelle

### Trama
È l'anniversario di matrimonio di Cliff e Clair. Cliff vuole organizzare una cena romantica, ma il ristorante caraibico in cui hanno mangiato durante la luna di miele è chiuso così contatta l'associazione dei ristoranti per cercare il cuoco del ristorante di 27 anni prima e anche lo stesso gruppo musicale caraibico. I figli insistono per aiutarlo e propongono di ricostruirgli la stessa ambientazione del ristorante nella loro sala da pranzo osservando una fotografia. Rintracciato il cuoco, Cliff gli chiede gli stessi piatti di allora, ma il cuoco vuole cambiare gli ingredienti e così Cliff lo deve controllare e in questo chiede aiuto anche ad Alvin. Cliff intanto si veste e concorda il segnale di inizio della musica con i musicisti per il momento di arrivo di Clair, ma si sta ammalando e si addormenta, così quando Clair arriva, la musica non parte e lei trova i musicisti sul divano, va a cercare Cliff e lo trova sul letto ammalato. Così lei cena da sola con la musica e i sapori che le ricordano l'atmosfera di un tempo.

## Serata a quattro
- Titolo originale: The Return of the Clairettes
- Diretto da: Neema Barnette
- Scritto da: Lisa Albert

### Trama
Rudy chiede a Cliff il permesso per andare al cinema con un ragazzo, ma in gruppo con altri amici e lo ottiene. Per cena arrivano ospiti, l'amica di Clair del liceo con cui cantava. Intanto a Rudy arriva la notizia che i suoi amici si sono ammalati e forse dovrà rinunciare al cinema, prova a chiedere a Vanessa di fare un'uscita a 4, ma lei non accetta. Così mentre Clair e Cliff si divertono a parlare dei bei tempi con gli ospiti, Rudy è triste. Alla fine i genitori decidono accompagnare Rudy e l'amico al cinema proprio come in una uscita a 4.

## Una cena per due
- Titolo originale: No More Mr. Nice Guy
- Diretto da: Jay Sandrich
- Scritto da: Steve Kline e Bryan Winter

### Trama
Clair ha convinto Cliff ad andare a sciare e stanno partendo. Theo invece, ha la casa libera si sta preparando una cena con Cheryl. Mentre Theo cucina arriva Helen per organizzare la festa di compleanno dell'amico Danny. Helen sta per andare via, quando si sente male e corre al piano di sopra, non vista da Theo. Ad un certo punto Theo perde di vista la situazione, prima arriva Danny per dirgli che ha dei sospetti sulla fidanzata Helen, e appena Theo si rende conto che la ragazza è ancora in casa e cerca di tenerla nascosta. Intanto i Robinson rientrano a causa della pioggia, e Theo per non scoprire Helen manda tutti in cantina con una scusa. Anche Denise e Martin tornano e Theo che prima non sa dove nasconderla, ora non la trova più ed entrambi vagano da una stanza all'altra del piano di sopra. Arrivano i genitori di Cliff, poi Sandra e Alvin, ma alla fine tutti escono di nuovo per andare al ristorante. Intanto Danny scopre i biglietti che Helen aveva comprato per lui e crede che Theo sia il rivale misterioso, così alla fine sono costretti a dirgli della sorpresa di compleanno.

## Brodo di lucertole
- Titolo originale: Home Remedies
- Diretto da: Jay Sandrich
- Scritto da: Mark St. Germain

### Trama
In casa Robinson si organizzano i festeggiamenti per l'anniversario dei genitori di Cliff e lui compra una coppa rituale nigeriana del XIX secolo come regalo. Olivia come regalo si era proposta di cantare loro una canzone, ma si è ammalata a causa del riscaldamento guasto ed è senza voce. Pam sta preparando un brodo alla barcaiola a base di aglio e limone come rimedio per guarire Olivia, ma ognuno ha un proprio rimedio da consigliare, Clair il brodo vegetale, il tecnico del riscaldamento consiglia la camelia, e ne parla anche la signora della lavanderia. Arrivano i nonni e anche loro hanno un rimedio naturale per Olivia e il dottore Cliff ride dei rimedi assurdi del passato, come la tela di ragno e il cherosene. Theo racconta di un tizio che proponeva il latte con la lucertola. Intanto Olivia è disperata, vorrebbe cantare, ma Cliff l'aiuta a trovare la soluzione, così lei fa un regalo originale: Olivia mima la cantante di un disco.

## Rudy contro Olivia
- Titolo originale: Nightmare on Stigwood Avenue
- Diretto da: Malcom-Jamal Warner e Carl Lauten
- Scritto da: Steve Kline e Lore Kimbrough

### Trama
Rudy fa uno strano sogno, Olivia riesce ad influenzare Cliff e Clair come se avesse dei poteri speciali e ogni volta che lei fa capricci o dà ordini, loro eseguono, e ad ogni pianto viene assecondata, mentre Rudy viene rimproverata anche quando non ha fatto nulla di sbagliato. Olivia sostiene che Rudy crescendo ha perso quei poteri di persuasione che aveva da piccola, e così anche gli eccessi più stravaganti della piccola vengono accolti con entusiasmo e rimproverano Rudy anche se fa cose meravigliose. Rudy prova a chiedere aiuto a Sandra ed Alvin, ma anche loro vengono influenzati da Olivia, il cui obiettivo è ottenere la stanza di Rudy. Anche il compleanno di Rudy è un disastro, per volere di Olivia i regali sono oggetti presi dalla sua camera e tutti sono felici e brindano contando i giorni che mancano al compleanno di Olivia, infatti hanno già comprato il regalo, corrono a vederlo, è un pony collocato sul letto di Rudy. Lei va a dormire in cantina e quando arriva Cliff si illude che le stia dando conforto, ma in realtà doveva solo prendere il fieno per il pony. Olivia continua con le pretese assurde e i capricci inducendo anche Cliff e Clair a discutere, non contenta gli ordina di buttarsi nel fiume, ma mentre loro stanno per uscire si svegliano dall'incantesimo e si oppongono ad Olivia, che accusa Rudy di aver fatto qualcosa, e Rudy le risponde che il sogno è suo.

## Alla regina!
- Titolo originale: There's Still No Joy in Mudville
- Diretto da: Carl Lauten
- Scritto da: Matt Robinson e Gordon Gartrelle

### Trama
Cliff, Russel, Alvin e altri amici vanno a giocare a bowling, e Cliff non se la cava per niente bene, ma nonostante lo prendano in giro li invita tutti a cenare a casa sua.
Intanto Rudy e Olivia si divertono a fare uno scherzo a Clair rispondendo a domande di un quiz già registrato in cassetta. Clair non partecipa alla serata perché non vuole sentire i soliti racconti di sport, così Cliff trascorre una serata tra uomini. Rudy e Olivia provano a fare lo scherzo anche a Cliff, ma non ci riescono. Gli amici parlano di cricket in cui è d'uso brindare alla Regina e quando Clair esce a fare una passeggiata decidono di fare delle dimostrazioni di lancio della palla nel salotto, ma intanto alle spalle di Cliff arriva Clair e gli amici si dileguano con il saluto: "alla Regina".

## Nemici per la pelle
- Titolo originale: Cliff and Jake
- Diretto da: Jay Sandrich
- Scritto da: Mark St. Germain

### Trama
Clair nasconde un inserto degli annunci perché Cliff non veda un annuncio del negozio di Jake, ma Cliff rivela di aver ricevuto il volantino del negozio di Jake della svendita delle sabbiatrici elettriche al 50% di sconto e decide di ridipingere la porta della cucina. Mentre lui va al negozio di Jake, Clair telefona per chiedere a Jake di non vendergli nulla. Così Jake e la figlia nascondono tutte le sabbiatrici e gli raccontano che sono andate a ruba in pochi minuti e gli propongono la carta vetrata. Cliff nomina inavvertitamente la parola tamponamento e Jake racconta di un incidente di anni prima e sostiene che quello davanti abbia fatto marcia indietro. Jake è arrabbiato e la figlia spiega a Cliff che non ha mai dimenticato, e che vorrebbe incontrarlo per presentargli una persona senza dire nulla a Jake. Cliff prima di andare via dice a Jack di voler pagare a prezzo pieno un'eventuale sabbiatrice tenuta da parte per un altro cliente e la ottiene. La figlia di Jake, Loretta va allo studio di Cliff e gli presenta Jonathan Report, il fidanzato che è il figlio dell'uomo del tamponamento, i due giovani non l'hanno ancora detto ai genitori, perché questi non si parlano ancora dopo 10 anni, nonostante siano stati amici fin da bambini, inoltre, temono che i genitori rifiutino il matrimonio, ma loro lo faranno anche senza i genitori. Chiedono aiuto a Cliff, forse lui può mettere fine a quella guerra per sposarsi in felicità. Mentre Cliff racconta tutto a Clair, Theo tenta di farsi un toast con il tostapane riparato da Clair che però non funziona e Cliff si offre di tornare al negozio di Jake, ma Clair ci va da sola, visto che ha già scoperto la nuova sabbiatrice in cantina. Cliff convoca nel suo studio i due litiganti, i quali cominciano a discutere animatamente. Cliff li rimprovera e cerca di calmarli dandogli la notizia del matrimonio dei figli. Jake si oppone, mentre il sig. Report non accetta che i ragazzi si sposino senza di loro, così confessa a Jake la verità sull'incidente: quel giorno aveva litigato con la moglie e forse aveva messo la marcia indietro e voleva avere ragione per ripicca, ma anche Jake si attribuisce una parte della colpa, e così i due fanno pace.

## Scuola di vita: Parte 1
- Titolo originale: Theo and the Kids
- Diretto da: John Bowab
- Scritto da: Bernie Kukoff & Ehrich Van Lowe

### Trama
Va via l'acqua e Clair e le ragazze temono che Cliff lo scopra perché vuole sempre fare l'idraulico peggiorando la situazione, ma lui origliava e ha sentito tutto. Theo deve fare un tirocinio al centro di psicologia dell'infanzia e deve occuparsi del doposcuola dei ragazzi in difficoltà. Theo comincia con molto entusiasmo la sua avventura da insegnante, ma con i ragazzi non è facile come credeva. Però lui riesce a superare le difficoltà ed è abile a trasformare ogni loro richiesta e pretesto in calcolo matematico facendoli rinunciare alle loro intenzioni e convincendoli a fare i compiti. Deve urlare un po' ma se la cava. Theo scopre che uno dei ragazzi ha dei seri problemi di apprendimento e riconosce gli stessi sintomi che lui stesso aveva da bambino e pensa che probabilmente sia la dislessia. Intanto Cliff si mette la sua cintura degli attrezzi e ripara il lavandino. Theo parla alla responsabile del centro del ragazzo perché vuole aiutarlo, ma il ragazzo non vuole fare i test di accertamento perché non vuole essere considerato diverso. Theo scopre le diverse realtà di quei ragazzi, e ne resta sconvolto, ma grazie alla sua bravura riesce a convincere il ragazzo che anche lui può leggere come gli altri e gli parla di sé stesso e del fatto che nonostante il problema della dislessia è diventato professore. 

## Scuola di vita: Parte 2
- Titolo originale: Theo and the Kids: Part 2
- Diretto da: John Bowab
- Scritto da: Bernie Kukoff & Ehrich Van Lowe

### Trama
Al centro di psicologia dell'infanzia, Theo ha a che fare con uno studente che potrebbe avere la dislessia, un altro che ha una cotta per lui, uno che deve trovare un lavoro per sostenere i suoi genitori, mentre mettono alla prova i propri limiti con Theo. Theo fa del suo meglio per aiutarli.